# ノーザンサバーブスRFC
ノーザンサバーブス・ラグビーフットボールクラブ（英: Northern Suburbs Rugby Football Club）は、オーストラリア・ニューサウスウェールズ州シドニー都市圏のノース・シドニーを拠点とするラグビーユニオンチーム。シュートシールドに所属。通称はノース（Norths）。

## 概要
ノース・シドニーを拠点としていた2つのクラブの合併により1900年に創設。
ニューサウスウェールズ州における最高峰リーグであるシュートシールドに所属。
大畑大介（元・神戸製鋼）をはじめ、毎年のように日本人選手がラグビー留学するチームとして有名。また、オーストラリア遠征を行う日本のラグビーチームと試合を行うなど、日本とのつながりが深い。日系企業からの支援も受けている。

## 歴史
1874年、ワラルーズ（Wallaroos）が創設。
1893年、パイレーツ（Pirates）が創設。
1900年、ワラルーズとパイレーツが合併してノース・シドニー（North Sydney）となる。
第一次世界大戦による大会中断の後、1920年頃にノーザンサバーブスに改称。

## タイトル
2022年10月現在
- シュートシールド
  - 優勝 7回：1933, 1935, 1960, 1963, 1964, 1975, 2016

（ワラルーズとして）優勝 7回：1876, 1877, 1878, 1879, 1880, 1892, 1899
（パイレーツとして）優勝 1回：1898

## 歴代所属選手
- アダム・アシュリー＝クーパー
- サム・ノートンナイト
- スコット・シオ
- サム・シェパード